# Општина Тевакан (Пуебла)
Тевакан (шп. Tehuacán) општина је у Мексику у савезној држави Пуебла. Општина се налази на надморској висини од 1633 м.

## Становништво
Према подацима из 2010. у општини је живело 274906 становника.

### Хронологија
| Година       | 2000                     | 2005                     | 2010                     |
| ------------ | ------------------------ | ------------------------ | ------------------------ |
| Становништво | 226258 (108178 / 118080) | 260923 (123113 / 137810) | 274906 (129484 / 145422) |

### Попис
| \| \| м \| \| \| ж \| \| 0—2 \| 8.216 \| \| \| 7.908 \| \| 3—5 \| 8.854 \| \| \| 8.656 \| \| 6—11 \| 17.873 \| \| \| 17.507 \| \| 12—14 \| 8.141 \| \| \| 8.133 \| \| 15—17 \| 8.516 \| \| \| 8.682 \| \| 18—24 \| 17.429 \| \| \| 19.941 \| \| 60+ \| 7.835 \| \| \| 10.667 \| \| Просек : \| 26,9 \| \| \| 28,7 \| |        |  |  |        |
| |        |  |  |        |
| | м      |  |  | ж      |
| 0—2 | 8.216  |  |  | 7.908  |
| 3—5 | 8.854  |  |  | 8.656  |
| 6—11 | 17.873 |  |  | 17.507 |
| 12—14 | 8.141  |  |  | 8.133  |
| 15—17 | 8.516  |  |  | 8.682  |
| 18—24 | 17.429 |  |  | 19.941 |
| 60+ | 7.835  |  |  | 10.667 |
| Просек : | 26,9   |  |  | 28,7   |

| #   | Индикатор                                                                                        | Вредност |
| --- | ------------------------------------------------------------------------------------------------ | -------- |
| 1   | Становништво од 0 до 2 године                                                                    | 16124    |
| 2   | Мушко становништво од 0 до 2 године                                                              | 8216     |
| 3   | Женско становништво од 0 до 2 године                                                             | 7908     |
| 4   | Становништво са 3 и више година                                                                  | 256439   |
| 5   | Мушко становништво са 3 и више година                                                            | 120095   |
| 6   | Женско становништво са 3 и више година                                                           | 136344   |
| 7   | Становништво са 5 и више година                                                                  | 244724   |
| 8   | Мушко становништво са 5 и више година                                                            | 114157   |
| 9   | Женско становништво са 5 и више година                                                           | 130567   |
| 10  | Становништво са 12 и више година                                                                 | 203549   |
| 11  | Мушко становништво са 12 и више година                                                           | 93368    |
| 12  | Женско становништво са 12 и више година                                                          | 110181   |
| 13  | Становништво са 15 и више година                                                                 | 187275   |
| 14  | Мушко становништво са 15 и више година                                                           | 85227    |
| 15  | Женско становништво са 15 и више година                                                          | 102048   |
| 16  | Становништво са 18 и више година                                                                 | 170077   |
| 17  | Мушко становништво са 18 и више година                                                           | 76711    |
| 18  | Женско становништво са 18 и више година                                                          | 93366    |
| 19  | Становништво од 3 до 5 година                                                                    | 17510    |
| 20  | Мушко становништво од 3 до 5 година                                                              | 8854     |
| 21  | Женско становништво од 3 до 5 година                                                             | 8656     |
| 22  | Становништво од 6 до 11 година                                                                   | 35380    |
| 23  | Мушко становништво од 6 до 11 година                                                             | 17873    |
| 24  | Женско становништво од 6 до 11 година                                                            | 17507    |
| 25  | Становништво од 8 до 14 година                                                                   | 39902    |
| 26  | Мушко становништво од 8 до 14 година                                                             | 20117    |
| 27  | Женско становништво од 8 до 14 година                                                            | 19785    |
| 28  | Становништво од 12 до 14 година                                                                  | 16274    |
| 29  | Мушко становништво од 12 до 14 година                                                            | 8141     |
| 30  | Женско становништво од 12 до 14 година                                                           | 8133     |
| 31  | Становништво од 15 до 17 година                                                                  | 17198    |
| 32  | Мушко становништво од 15 до 17 година                                                            | 8516     |
| 33  | Женско становништво од 15 до 17 година                                                           | 8682     |
| 34  | Становништво од 18 до 24 године                                                                  | 37370    |
| 35  | Мушко становништво од 18 до 24 године                                                            | 17429    |
| 36  | Женско становништво од 18 до 24 године                                                           | 19941    |
| 37  | Женско становништво од 15 до 49 година                                                           | 80620    |
| 38  | Становништво са 60 и више година                                                                 | 18502    |
| 39  | Мушко становништво са 60 и више година                                                           | 7835     |
| 40  | Женско становништво са 60 и више година                                                          | 10667    |
| 41  | Однос између мушкараца и жена                                                                    | 89.04    |
| 42  | Становништво од нуле до 14 година                                                                | 85288    |
| 43  | Становништво од 15 до 64 године                                                                  | 174555   |
| 44  | Становништво од 65 година и више                                                                 | 12720    |
| 45  | Просечан број деце                                                                               | 2.15     |
| 46  | Становништво рођено у ентитету                                                                   | 226014   |
| 47  | Мушко становништво рођено у ентитету                                                             | 107462   |
| 48  | Женско становништво рођено у ентитету                                                            | 118552   |
| 49  | Становништво рођено у другом ентитету                                                            | 45450    |
| 50  | Мушко становништво рођено у другом ентитету                                                      | 20307    |
| 51  | Женско становништво рођено у другом ентитету                                                     | 25143    |
| 52  | Становништво од 5 година и више резидентно у ентитету у јуну 2005. године                        | 233480   |
| 53  | Мушко становништво старосног доба од 5 година и више, резидентно у ентитету у јуну 2005. године  | 108389   |
| 54  | Женско становништво старосног доба од 5 и више година, резидентно у ентитету у јуну 2005. године | 125091   |
| 55  | Становништво од 5 година и више које је живело у другом ентитету у јуну 2005. године             | 8593     |
| 56  | Мушко становништво старије од 5 година које је живело у другом ентитету у јуну 2005. године      | 4101     |
| 57  | Женско становништво старије од 5 година које је живело у другом ентитету у јуну 2005. године     | 4492     |
| 58  | Становништво од 3 године и више које говори аутохтони језик                                      | 22349    |
| 59  | Мушко становништво старо 3 године и више које говори аутохтони језик                             | 10041    |
| 60  | Женско становништво старо 3 године и више које говори аутохтони језик                            | 12308    |
| 61  | Становништво од 3 године и више које говори аутохтони језик и не говори шпански језик            | 183      |
| 62  | Мушко становништво старо 3 године и више које говори аутохтони језик и не говори шпански         | 45       |
| 63  | Женско становништво старо 3 године и више које говори аутохтони језик и не говори шпански језик  | 138      |
| 64  | Становништво старо 3 године и више које говори аутохтони језик и шпански                         | 20776    |
| 65  | Мушко становништво старо 3 године и више које говори аутохтони језик и шпански                   | 9415     |
| 66  | Женско становништво старо 3 године и више које говори аутохтони језик и шпански                  | 11361    |
| 67  | Становништво од 5 година и више које говори аутохтони језик                                      | 22248    |
| 68  | Становништво од 5 година и више које говори аутохтони језик и не говори шпански језик            | 182      |
| 69  | Становништво од 5 година и више које говори аутохтони језик и говори шпански језик               | 20696    |
| 70  | Становништво у домородачким домаћинствима                                                        | 54599    |
| 71  | Становништво са ограничењима у активностима                                                      | 9647     |
| 72  | Становништво са ограниченим ходањем или кретањем, горе или доле                                  | 5301     |
| 73  | Становници са ограничењима вида, чак и уз кориштење сочива                                       | 2852     |
| 74  | Становништво са ограничењима говора, комуникације или конверзације                               | 962      |
| 75  | Становништво са ограниченим слухом                                                               | 1140     |
| 76  | Становништво са ограничењима при одевању, купању или јелу                                        | 589      |
| 77  | Становништво са ограничењима у опажању или учењу једноставних ствари                             | 571      |
| 78  | Становништво са менталним ограничењима                                                           | 845      |
| 79  | Становништво без ограничења активности                                                           | 261502   |
| 80  | Становништво од 3 до 5 година које не похађа школу                                               | 8005     |
| 81  | Мушко становништво од 3 до 5 година које не похађа школу                                         | 4034     |
| 82  | Женско становништво од 3 до 5 година које не похађа школу                                        | 3971     |
| 83  | Становништво од 6 до 11 година које не похађа школу                                              | 1592     |
| 84  | Мушко становништво од 6 до 11 година које не похађа школу                                        | 842      |
| 85  | Женско становништво од 6 до 11 година које не похађа школу                                       | 750      |
| 86  | Становништво од 12 до 14 година које не похађа школу                                             | 1876     |
| 87  | Мушко становништво од 12 до 14 година које не похађа школу                                       | 1045     |
| 88  | Женско становништво од 12 до 14 година које не похађа школу                                      | 831      |
| 89  | Становништво од 15 до 17 година похађа школу                                                     | 11390    |
| 90  | Мушко становништво од 15 до 17 година похађа школу                                               | 5407     |
| 91  | Женско становништво између 15 и 17 година живота у школи                                         | 5983     |
| 92  | Становништво од 18 до 24 године похађа школу                                                     | 10608    |
| 93  | Мушко становништво од 18 до 24 године похађа школу                                               | 5033     |
| 94  | Женско становништво од 18 до 24 године похађа школу                                              | 5575     |
| 95  | Становништво од 8 до 14 година које не може да чита и пише                                       | 1497     |
| 96  | Мушко становништво старосног доба од 8 до 14 година које не може да чита и пише                  | 830      |
| 97  | Женско становништво старосног доби од 8 до 14 година које не може да чита и пише                 | 667      |
| 98  | Становништво од 15 година и више које је неписмено                                               | 13754    |
| 99  | Мушко становништво од 15 година и више које је неписмено                                         | 4180     |
| 100 | Женско становништво од 15 година и више које је неписмено                                        | 9574     |
| 101 | Становништво старо 15 и више година без школовања                                                | 13342    |
| 102 | Мушко становништво старо 15 и више година без школовања                                          | 4339     |
| 103 | Женско становништво старо 15 и више година без школовања                                         | 9003     |
| 104 | Становништво старосног доба 15 и више година са непотпуним основним образовањем                  | 25863    |
| 105 | Мушко становништво старосног доба од 15 година и више са непотпуном основним образовањем         | 11199    |
| 106 | Женско становништво старосног доба 15 и више година са непотпуном основним образовањем           | 14664    |
| 107 | Становништво старо 15 и више година са комплетним основним образовањем                           | 34934    |
| 108 | Мушко становништво старо 15 година и више са комплетним основним образовањем                     | 15536    |
| 109 | Женско становништво старо 15 и више година са комплетним основним образовањем                    | 19398    |
| 110 | Становништво старосног доба 15 и више година са непотпуним средњим образовањем                   | 10797    |
| 111 | Мушко становништво старосног доба од 15 година и више са непотпуним средњим образовањем          | 5816     |
| 112 | Женско становништво старосног доба од 15 година и више са непотпуним средњим образовањем         | 4981     |
| 113 | Становништво старо 15 и више година са пуним секундарном образовањем                             | 37023    |
| 114 | Мушко становништво старосног доба од 15 година и више са пуним секундарном образовањем           | 18143    |
| 115 | Женско становништво старосног доба од 15 година и више са пуним секундарном образовањем          | 18880    |
| 116 | Становништво старије од 18 година са постосновним образовањем                                    | 59266    |
| 117 | Мушко становништво старије од 18 година са постосновним образовањем                              | 27766    |
| 118 | Женско становништво старије од 18 година са постосновним образовањем                             | 31500    |
| 119 | Просечна оцена школовања                                                                         | 8.39     |
| 120 | Просечан ниво образовања мушке популације                                                        | 8.68     |
| 121 | Просечан ниво образовања женског становништва                                                    | 8.15     |
| 122 | Економски активно становништво                                                                   | 117434   |
| 123 | Економски активна мушка популација                                                               | 70483    |
| 124 | Економски активна женска популација                                                              | 46951    |
| 125 | Становништво које није економски активно                                                         | 85318    |
| 126 | Мушко становништво које није економски активно                                                   | 22464    |
| 127 | Женско становништво које није економски активно                                                  | 62854    |
| 128 | Запослено становништво                                                                           | 114118   |
| 129 | Запослено мушко становништво                                                                     | 68016    |
| 130 | Запослено женско становништво                                                                    | 46102    |
| 131 | Незапослена популација                                                                           | 3316     |
| 132 | Незапослена мушка популација                                                                     | 2467     |
| 133 | Незапослена женска популација                                                                    | 849      |
| 134 | Становништво без права на здравствене услуге                                                     | 127967   |
| 135 | Становништво које има право на здравствене услуге                                                | 144190   |
| 136 | Становништво које има право на ИМСС                                                              | 77525    |
| 137 | Становништво које има право на социјално осигурање                                               | 11280    |
| 138 | Становништво које има право на државно социјално осигурање                                       | 2538     |
| 139 | Становништво које има право на опште осигурање или здравствено осигурање за нову генерацију      | 47147    |
| 140 | Становништво које је било једном или није било у браку током 12 година и више                    | 76758    |
| 141 | Венчано или уједињено становништво од 12 година и више                                           | 105482   |
| 142 | Становништво које је било у браку или уједињено 12 година и више                                 | 21001    |
| 143 | Становништво са католичком религијом                                                             | 231944   |
| 144 | Протестанти, еванђелисти и библијски следбеници различити од еванђелиста                         | 30134    |
| 145 | Становништво са другим религијама различитим од претходних                                       | 402      |
| 146 | Становништво без религије                                                                        | 7346     |
| 147 | Укупно пописаних домаћинства                                                                     | 66217    |
| 148 | Пописна домаћинства на челу са мушкарцима                                                        | 46136    |
| 149 | Пописна домаћинства на челу са женама                                                            | 20081    |
| 150 | Становништво у пописним домаћинствима                                                            | 271388   |
| 151 | Становништво у пописним домаћинствима на челу са мушкарцима                                      | 197507   |
| 152 | Становништво у пописним домаћинствима на челу са женама                                          | 73881    |
| 153 | Укупно домаћинстава                                                                              | 82480    |
| 154 | Укупно насељених домаћинстава                                                                    | 67005    |
| 155 | Укупно приватних кућа                                                                            | 81692    |
| 156 | Насељени приватни домови                                                                         | 66217    |
| 157 | Укупно насељених приватних кућа                                                                  | 66974    |
| 158 | Ненасељене приватне куће                                                                         | 11829    |
| 159 | Појединачна домаћинства за привремену употребу                                                   | 3646     |
| 160 | Становници у насељеним приватним кућама                                                          | 271388   |
| 161 | Насељеност станара у приватним становима                                                         | 4.1      |
| 162 | Просечно становника по соби у приватним насељеним домаћинствима                                  | 1.18     |
| 163 | Појединачна домаћинства са подовима од различитих материјала од земље                            | 59876    |
| 164 | Појединачна домаћинства у приземљу                                                               | 5955     |
| 165 | Појединачна домаћинства са једном спаваћом собом                                                 | 26124    |
| 166 | Појединачна домаћинства са две спаваће собе и више                                               | 39851    |
| 167 | Појединачна домаћинства са једним собом                                                          | 6756     |
| 168 | Појединачна домаћинства са две собе                                                              | 13189    |
| 169 | Појединачна домаћинства са 3 собе и више                                                         | 45950    |
| 170 | Појединачна домаћинства која имају електрично светло                                             | 65203    |
| 171 | Појединачна домаћинства која немају електрично светло                                            | 781      |
| 172 | Појединачна домаћинства која имају водоводну воду у стамбеном простору                           | 60627    |
| 173 | Појединачна домаћинства која немају водоводну воду у стамбеном простору                          | 5259     |
| 174 | Појединачна домаћинства која имају тоалет                                                        | 65367    |
| 175 | Појединачна домаћинства која имају канализацију                                                  | 62936    |
| 176 | Појединачна домаћинства која немају канализацију                                                 | 2915     |
| 177 | Појединачна домаћинства која имају електрично светло, довод воде из јавне мреже и канализацију   | 59000    |
| 178 | Појединачна домаћинства без икаквих услова                                                       | 1373     |
| 179 | Појединачна домаћинства која имају радио                                                         | 54399    |
| 180 | Појединачна домаћинства која имају телевизор                                                     | 61571    |
| 181 | Појединачна домаћинства која имају фрижидер                                                      | 48502    |
| 182 | Појединачна домаћинства која имају машину за веш                                                 | 32837    |
| 183 | Појединачна домаћинства која имају аутомобил или комби                                           | 19614    |
| 184 | Појединачна домаћинства која имају рачунар                                                       | 15574    |
| 185 | Појединачна домаћинства која имају фиксну телефонску линију                                      | 24952    |
| 186 | Појединачна домаћинства која имају мобилни телефон                                               | 42599    |
| 187 | Појединачна домаћинства која имају приступ интернету                                             | 10772    |